# Feuertalberg
Der Feuertalberg ist ein Berg im Norden des Bezirks Liezen im Toten Gebirge in der Steiermark nahe der Grenze zu Oberösterreich. Er ist 2376 m ü. A. hoch.

## Geografie
Über den Gipfel verläuft die Landesgrenze zwischen der Steiermark und Oberösterreich. Es gibt dort einen trigonometrischen Punkt der Landesvermessung. 

## Allgemeines
Er befindet sich im nordöstlichen Gemeindegebiet von Grundlsee nordöstlich des Toplitzsees. An seinen nordwestlichen Abhängen wird das Gebiet Feuertal genannt, südöstlich verläuft das Sonnleiten Feuertal hinauf zum Bösenbühelsattel. 

## Schutzhütten
In der Nähe des Berges befinden sich keine Schutzhütten.